# カミングフレーバー
カミングフレーバー（Coming Flavor）は、SKE48のメンバーの8期生、9期生、ドラフト3期生の若手で構成された次世代ユニットである。略称は、「カミフレ」。

## 概要
SKE48のメンバーの8期生、9期生、ドラフト3期生の若手で構成された次世代ユニットである。
SKE48 25thシングル「FRUSTRATION」のカップリング曲「せ〜ので言おうぜ!」で結成・楽曲収録されるため、デビュー日（結成日）は、FRUSTRATIONの発売日である2019年7月24日としている。
メンバー名の表記は、1stミニアルバム『かみふれ！』の発売決定の発表以降はローマ字表記としている。
佐々木彩夏（ももいろクローバーZ）が主催するライブイベント「AYAKARNIVAL」に3年連続出演している。
AKB48グループ関連の派生ユニットでは珍しく、SKE48に収録されるカップリング曲以外は、秋元康の作詞以外の作詞である。
新型コロナウイルスの影響を多く受けていて、ライブやイベントでは、無観客であったり、延期や中止、辞退になるケースが多い。

## 略歴

### 2019年
- 7月24日、SKE48 25thシングル「FRUSTRATION」のTYPE-A収録のカップリング曲「せ〜ので言おうぜ!」にて結成[1]、CDデビュー。
- 12月30日、佐々木彩夏（ももいろクローバーZ）が主催するライブイベント「AYAKARNIVAL 2019」に出演。
- 12月31日、「第3回 ももいろ歌合戦」の「年の瀬芸能ショー」に出演。

### 2020年
- 1月15日、SKE48 26thシングル「ソーユートコあるよね?」の全TYPE収録のカップリング曲「君のいない世界」を発売。
- 3月10日、3月20日に開催予定であった、「カミングフレーバー単独ライブ せ〜ので言おうぜ！公演」が中止。
- 7月4日、「エイベのアイドル夏祭り～哲、この部屋。無観客ライブ配信～」に出演。
- 8月1日、「カミングフレーバーのかわいい+」が、Locipo、GYAO!にて配信開始。
- 8月15日、「ニコニコネット超会議2020夏 超アイドル夏フェス」に出演。
- 8月30日、名古屋ボトムラインで、「カミングフレーバー 初単独ライブ “せ〜ので言おうぜ！”〜観客一人だけの配信限定ライブ〜」が開催。Streaming+にて配信。
- 12月12日、佐々木彩夏（ももいろクローバーZ）が主催するライブイベント「AYAKARNIVAL 2020」に出演。

### 2021年
- 1月23日、「カミングフレーバーとツーマンしようぜ！vol.1」を開催。対バンアーティストは、SUPER☆GiRLS。Streaming+にて配信。
- 2月3日、SKE48 27thシングル「恋落ちフラグ」の劇場盤のカップリング曲「音の割れたチャイム」を発売。
- 2月6日、「カミングフレーバー 全力プラス3分感！」が、Locipo、GYAO!にて配信開始。
- 6月16日、1stミニアルバム「かみふれ!」が発売[1]。
- 6月29日 - 12月16日、カミングフレーバー2021 Tour 「かみふれ!」 を開催 [2][3]。
- 8月24日、8月28日の@JAM EXPO 2020-2021の出演[4]を辞退[5]。
- 11月17日、佐々木彩夏（ももいろクローバーZ）が主催するライブイベント「AYAKARNIVAL 2021」に出演。
- 12月7日、豆柴の大群が主催する対バンLIVEツアー「豆柴48」の名古屋公演に出演。
- 12月29日、1stシングル「カメリア」を発売[6]。

### 2022年
- 1月24日 - 2月26日、「カミングフレーバー LIVE 2022 「カメリア」～Their pride～」を開催。

### 2023年
- 1月28日、TEAM SHACHIのライブに 「トーカイ王国祭」にゲスト出演。
- 3月1日、TEAM SHACHIとのコラボユニット「シャチフレ」として、シングル「I’s PRIDE」（アイズプライド）を発売[7]。
- 4月20日 - 5月18日、「シャチフレ」で「シャチフレLIVE 〜I's PRIDE〜」を開催。
- 5月19日、1stデジタルシングル「Newton」を配信。
- 5月19日、「シャチフレ」で1stデジタルシングル「かいじん」を配信

## メンバー
| メンバー名 | 名前       | 生年月日              | 加入期      | 所属チーム | 出身   | ニックネーム | 身長  | メンバーカラー | 備考                                       |
| ---------- | ---------- | --------------------- | ----------- | ---------- | ------ | ------------ | ----- | -------------- | ------------------------------------------ |
| MIYO       | 野村実代   | 2003年2月1日（22歳）  | 8期         | チームS    | 愛知県 | みよまる     | 168cm | RED(赤)        | リーダー                                   |
| AIRI       | 中野愛理   | 2001年3月24日（24歳） | ドラフト3期 | チームKII  | 愛知県 | らぶりん     | 162cm | PURPLE(紫)     | -                                          |
| HINANO     | 青海ひな乃 | 2000年11月2日（24歳） | 9期         | チームS    | 愛知県 | ひなぴよ     | 163cm | BLUE(青)       | -                                          |
| KIMIE      | 赤堀君江   | 2002年1月21日（23歳） | 9期         | チームS    | 静岡県 | きみちゃん   | 157cm | BLACK(黒)      | サイリウム・ペンライトの色はホワイト(白)。 |
| ENA        | 鈴木愛菜   | 2004年1月9日（21歳）  | 9期         | チームKII  | 愛知県 | えなたん     | 158cm | ORANGE(橙)     | -                                          |
|            |            |                       |             |            |        |              |       |                |                                            |

## 元メンバー
| メンバー名 | 名前     | 生年月日              | 加入期      | 所属チーム（在籍時） | 出身     | ニックネーム | 身長    | メンバーカラー   | 脱退日        | 備考 |
| ---------- | -------- | --------------------- | ----------- | -------------------- | -------- | ------------ | ------- | ---------------- | ------------- | ---- |
| -          | 西満里奈 | 2000年1月16日（25歳） | ドラフト3期 | チームE              | 神奈川県 | にしちゃん   | 148.2cm | 緑               | 2021年3月31日 | -    |
| -          | 平田詩奈 | 1999年8月22日（25歳） | ドラフト3期 | チームE              | 愛知県   | しぃちゃん   | 157cm   | 桃               | 2021年3月31日 | -    |
| MIZUKI     | 田辺美月 | 2001年1月2日（24歳）  | 9期         | チームE              | 新潟県   | みっちゃん   | 156cm   | LIGHT BLUE(水色) | 2023年2月28日 | -    |
| YU-KI      | 大谷悠妃 | 2004年7月29日（20歳） | ドラフト3期 | チームS              | 愛知県   | ゆうゆ       | 151cm   | YELLOW(黄)       | 2024年1月31日 | -    |

## シャチフレ

### メンバー
| メンバー名 | 名前       | 所属               | 担当                 | 私の誇り                   | 備考 |
| ---------- | ---------- | ------------------ | -------------------- | -------------------------- | ---- |
| AIRI       | 中野愛理   | カミングフレーバー | カメレオン担当       | よく食べてよく寝るところ   | -    |
| ENA        | 鈴木愛菜   | カミングフレーバー | 偽最年少担当         | 足の長さ                   | -    |
| HARUNA     | 坂本遥奈   | TEAM SHACHI        | 天真爛漫釣り人担当   | フレンドリーさとオープンさ | -    |
| HINANO     | 青海ひな乃 | カミングフレーバー | おふざけ担当         | 泣き言を言わない           | -    |
| HONOKA     | 秋本帆華   | TEAM SHACHI        | にこにこ担当         | 笑顔しか届けません！       | -    |
| KIMIE      | 赤堀君江   | カミングフレーバー | 楽屋担当             | ずっと元気！               | -    |
| MIYO       | 野村実代   | カミングフレーバー | シャチフレの司会担当 | 私の誇りは私です♡          | -    |
| NAO        | 咲良菜緒   | TEAM SHACHI        | おにぎりロック担当   | 龍の血流れてます           | -    |
| YU-KI      | 大谷悠妃   | カミングフレーバー | 自由人担当           | 自分をもってる             | -    |
| YUZUKI     | 大黒柚姫   | TEAM SHACHI        | 愛されたい♡担当      | 絶対音感を持ってる         | -    |

## 作品

### 配信限定シングル
|     | 配信日        | タイトル   | 販売形態               | 収録曲                                                                                                 | 備考                 |
| --- | ------------- | ---------- | ---------------------- | --- | -------------------- |
| 1st | 2023年5月19日 | ウェキメキ | デジタル・ダウンロード | 1. ウェキメキ （作詞：kazuei、作曲：Louise Frick Sveen、MiNE、Atsushi Shimada、編曲：Atsushi Shimada） | ウェキメキ - YouTube |

### ミュージックビデオ
| 公開日        | タイトル                                                                                          | 備考 |
| ------------- | ------------------------------------------------------------------------------------------------- | ---- |
| 2021年7月21日 | カミングフレーバー 「カミングフレーバー 「今すぐKiss Me」Music Video／2021年6月16日発売 - YouTube | -    |
| 2021年12月1日 | カミングフレーバー 「カメリア」Music Video／2021年12月29日発売 - YouTube                          | -    |

### 楽曲
- せ〜ので言おうぜ!（2019年7月24日、作詞：秋元康、作曲：藤田克洋、N-Gram、編曲：藤田克洋、N-Gram）
- 君のいない世界（2020年1月15日、作詞：秋元康、作曲：フジノタカフミ、編曲：フジノタカフミ、島田尚）
- 音の割れたチャイム (2021年2月3日、作詞：秋元康、作曲：大濱健悟、編曲：野中“まさ”雄一）

## シャチフレでの作品

### 配信限定シングル
|     | 配信日        | タイトル | 販売形態               | 収録曲                                                                 | 備考                                         |
| --- | ------------- | -------- | ---------------------- | ---------------------------------------------------------------------- | -------------------------------------------- |
| 1st | 2023年5月19日 | かいじん | デジタル・ダウンロード | 1. かいじん （作詞：kazuei、作曲：川口進、兼松衆、編曲：Fred Stenson） | かいじん (performed by シャチフレ) - YouTube |

### ミュージックビデオ
| 公開日        | タイトル                                                                                       | 備考 |
| ------------- | ---------------------------------------------------------------------------------------------- | ---- |
| 2023年2月14日 | シャチフレ 1stシングル『I's PRIDE』MV／＃シャチフレ #カミングフレーバー ＃TEAMSHACHI - YouTube | -    |

## タイアップ
| 楽曲              | タイアップ                            | 収録作品                    |
| ----------------- | ------------------------------------- | --------------------------- |
| せ〜ので言おうぜ! | CM：サガミレストランツ 和食麺処サガミ | 25thシングル「FRUSTRATION」 |

## 出演

### ラジオ
ゲスト出演 
- GENZ (2021年6月7日、ZIP-FM、出演メンバー：MIYO、HINANO、KIMIE)
- 推シマシ (2021年6月10日、CBCラジオ、出演メンバー：AIRI、MIZUKI)
- 源石和輝! 抽斗! (2021年6月11日、東海ラジオ、出演メンバー：MIYO、HINANO)

### ネット配信
現在のレギュラー番組
- カミングフレーバー 全力プラス3分感！ （2021年2月6日 - 、テレビ愛知制作、Locipo・GYAO!で配信、一部はYouTubeでも配信）

過去のレギュラー番組
- カミングフレーバーのかわいい+[16]（2020年8月1日 - 2021年1月31日、テレビ愛知制作、Locipo・GYAO!で配信）

### オンライン演劇
- Zoom劇場 カミングフレーバー（SKE48）は1週間で女優になれるのか!?[17]
- 真夏のZoomミステリー『罪TO罰』[18]
- 秋のZoom演劇祭「フォーチュンタロット」[19]

## 書籍

### 雑誌・新聞・Web連載
- BUBKA 2020年11月号 [20]
- BUBKA 2020年11月号 電子書籍限定版「カミングフレーバーver.」[21]
- BUBKA 2021年7月号 [22]  HINAKO・KIMIE
- 週刊プレイボーイ 6/28号（no.26）（2014年6月14日、集英社）[23] - 4コマ漫画「よんぱち＋」
- BUBKA 2021年8月号 [23] HINAKO・KIMIE
- BUBKA 2021年8月号電子書籍限定版「カミングフレーバー HINANO×KIMIE ver.」 [24] HINAKO・KIMIE
- TopYell NEO 2021 SUMMER [23] （2014年6月20日、竹書房） HINAKO・KIMIE

## コンサート

### 単独
- カミングフレーバー 初単独ライブ “せ〜ので言おうぜ！”〜観客一人だけの配信限定ライブ〜（2020年8月30日、名古屋ボトムライン 無観客[注 3]での生配信ライブ）[25]
- カミングフレーバーとツーマンしようぜ！vol.1（2021年1月23日、無観客での生配信ライブ）[26] - SUPER☆GiRLSとの対バン。
- カミングフレーバー2021 Tour 「かみふれ!」

| 日程               | 会場                     | 備考 |
| ------------------ | ------------------------ | --- |
| 2021年6月29日      | 新宿BLAZE                | [27] [注 4] |
| 2021年7月28日      | 名古屋ダイアモンドホール | |
| 2021年8月26日      | 新宿BLAZE                | 8月24日に公演延期を発表[28] 12月14日に振替公演 |
| 2021年8月30日      | 名古屋ダイアモンドホール | 公演タイトルは、ツアーファイナル「カミングフレーバー 2021 Tour かみふれ! Final～1年前の私たちへ～」 8月27日に公演延期を発表[29] 12月16日に振替公演 |
| 2021年12月14日開催 | 新宿BLAZE                | 8月26日の振替公演 |
| 2021年12月16日開催 | 名古屋ボトムライン       | [30]8月30日の振替公演 |
- カミングフレーバー LIVE 2022 「カメリア」～Their pride～

| 日程          | 会場                     | 備考 |
| ------------- | ------------------------ | ---- |
| 2022年1月24日 | 新宿BLAZE                | [31] |
| 2022年1月26日 | 名古屋ダイアモンドホール | -    |
| 2022年2月26日 | 名古屋ダイアモンドホール | -    |

### 客演
- ふるさとイッチー祭2019 SKE48×BOYS AND MEN Super Live（2019年10月27日、久屋大通公園 エディオン久屋広場） [注 5]
- AYAKARNIVAL 2019（2019年12月30日、神奈川・パシフィコ横浜 国立大ホール）[32]
- 第3回 ももいろ歌合戦 「年の瀬芸能ショー」（2019年12月31日）
- AYAKARNIVAL 2020（2020年12月12日、東京・TACHIKAWA STAGE GARDEN）[33]
- AYAKARNIVAL 2021 （2021年11月17日、日本武道館）
- 豆柴48 （2021年12月7日、Zepp Nagoya） - 名古屋公演で豆柴の大群との対バン
- New Year Live Event 2022　SKE48 新春LIVE～プリマステラとカミングフレーバー～ (2022年1月11日、Zepp Haneda) - 新型コロナウイルスのため、カミングフレーバーのメンバーは出演出来ず。
- クロフェス2022～今年は野外フェスで盛り上がるしん！！～ (2022年4月29日) - 新型コロナウイルスのため、出演辞退。
- トーカイ王国祭 （2023年1月28日、Zepp Nagoya）（TEAMSHACHIのコンサートにゲスト参加（シャチフレ初披露））

### シャチフレ
- シャチフレLIVE 〜I's PRIDE〜

| 日程          | 会場                                   | 備考 |
| ------------- | -------------------------------------- | ---- |
| 2023年4月20日 | 名古屋公演（名古屋ダイアモンドホール） | -    |
| 2023年5月18日 | 東京公演（新宿BLAZE）                  | -    |